# Handrij Zejler
Handrij Zejler (wym. [ˈhandʀij ˈzɛjlɛʀ]; ur. 1 lutego 1804 w Salzenforst, łuż. Słona Boršć k. Budziszyna, zm. 15 października 1872 w Lohsa) – łużycki poeta, działacz narodowy, badacz folkloru; ksiądz ewangelicki. Stworzył podwaliny literatury narodowej w języku górnołużyckim. W latach 1825–1829 studiował w Lipsku i działał w patriotycznym towarzystwie studenckim Sorabija. 

## Życiorys
W okresie młodzieńczym Zejler pisał teksty pieśni patriotycznych inspirowane folklorem łużyckim. Jedna z takich pieśni – Rjana Łužica (Piękne Łużyce) – zyskała szczególną sławę z muzyką Korla Awgusta Kocora (1845) i stała się łużyckim hymnem narodowym. Ten sam kompozytor ułożył muzykę do innej znanej liryki Zejlera – napisanej na wzór Mazurka Dąbrowskiego pieśni Hišće Serbstwo njezhubjene (Jeszcze Łużyce nie zginęły, 1845).
Po ukończeniu studiów Zejler nie zaprzestał już jako pastor działalności budzicielskiej i słowianofilskiej. W 1830 wydał po niemiecku Krótką gramatykę języka łużyckiego (Kurzgefasste Grammatik der Sorben-wendischen Sprache). Szczególnie owocny okres w twórczości poetyckiej Zejlera przypada na lata czterdzieste – powstaje wtedy bogata twórczość liryczna, patriotyczna, religijna i satyry. Utwory te poeta ogłaszał głównie w czasopismach; w latach 1841–1848 był redaktorem i publicystą gazety Tydźenska nowina. W tym czasie również rozpoczyna się okres współpracy Zejlera z kompozytorem K.A. Kocorem, który tworzy ilustrację muzyczną do całych cykli lirycznych Zejlera. W ten sposób powstały popularne na Łużycach oratoria Łużyckie wesele (Serbski kwas 1845–1846) oraz Pory roku (Počasy 1845–1860). 
Liczne utwory Zejlera, zwłaszcza pieśni patriotyczne, ale też bajki i legendy inspirowane folklorem przyjęły się wśród łużyckiego ludu.

## Internet
- Biografia w języku niemieckim
- Zejler Handrij, [w:] Encyklopedia PWN [online], Wydawnictwo Naukowe PWN [dostęp 2010-07-26].